# Esteve Asolik
Esteve de Taron (en armeni Ստեփանոս Տարոնեցի) conegut per Esteve Asolik (en armeni Ասողիկ, 'cantor', 'contacontes') va ser un historiador armeni del segle x i principis del segle xi contemporani del rei Gaguik I d'Armènia, originari del districte de Taron, que va escriure una Història universal.
Es va formar a Aní, la capital de l'Armènia bagràtida i es va convertir en un autor molt conegut i comentat. Segons el governant i lingüista Gregori Magistros va tenir una vida llarga.
La seva obra, Història universal, va ser un encàrrec del Catolicós Sargis I d'Armènia. Està dividida en tres llibres. El primer comença amb la creació del món i s'estén fins a finals del segle iii. El segon comença amb el regnat de Tiridates III (250-330) i acaba amb el regnat d'Asoci el Gran (854-890). El llibre tercer segueix fins a l'any 1004, durant el regnat de Gaguik I d'Armènia. Aquest darrer llibre, sobretot la història inèdita que escriu dels últims 75 anys del període, constitueix una font "incomparable" pel coneixement de la llengua armènia i del món de l'Imperi Romà d'Orient del segle x. Ha estat traduïda a l'alemany (publicada el 1907) i al francès, una primera part el 1883 i una segona part el 1917.